# Uvod u anatomiju
Uvod u anatomiju (eng. Grey's Anatomy) je američka serija koja je osvojila nagrade Emmy i Zlatni globus. Na američkim malim ekranima se pojavila kao sezonska zamjena na dan 27. ožujka 2005., slijedeći popularne "Kućanice". Serija se bazira na život doktorice Meredith Grey, koja počinje raditi kao stažist u fikcijskoj bolnici "Seattle Grace", u Seattle, Washingtonu. Serija se bavi i životima ostalih likova, Meredithinih prijatelja, a ulogu pripovjedačice ima sama Meredith, na početku i na kraju epizode. Naslov serije je aluzija na udžbenik anatomije "Gray's Anatomy". Serija je obnovljena za 10-u sezonu koja je svoju premijeru imala 26. rujna 2013. godine. Najavljeno je da se glumci Tessa Ferrer i Gaius Charles neće vratiti u 11. sezoni kao dr Leah Murphy i dr Shane Ross. ABC je 23. lipnja najavio da će glumica Caterina Scorsone (u seriji glumi Derekovu sestru Amy) biti član postave u nadolazećoj sezoni.

## Sadržaj po sezonama

### 1. sezona
1. sezona serije s emitiranjem je počela 27. ožujka 2005., i završila je 22. svibnja iste godine. Prva sezona serije ima samo devet epizoda, jer se počela snimati tek u ožujku, za razliku od drugih sezona koje su se emitirale od rujna do svibnja. Meredith Grey, kćerka poznate kirurginje Ellis Grey, postala je stažist u bolnici "Seattle Grace". Na tom mjestu upoznaje i ostale stažiste, Cristinu Yang, Izzie Stevens i Georgea O'Malleya, koji postaju njeni najbolji prijatelji tijekom godina stažiranja. Osim njih, predstavljeni su nam i likovi doktorice Mirande Bailey, koju svi zovu "Nacistica", doktora Alexa Kareva, koji nije popularan kod ostalih stažista (posebno kod Izzie), i priznatih kirurga doktora Dereka Shepharda i doktora Prestona Burkea. Šef kirurgije je Richard Webber, koji je blizak prijatelj Meredithine majke. Glavne teme su prije svega slučajevi koje stažisti dobivaju u prva dva mjeseca, a kao sporedne priče predstavljena nam je borba Meredithine majke Ellis s Alzheimerovom bolesti, te Meredithin tajanstveni odnos s doktorom Shepherdom. Sezona završava dolaskom Kate Walsh kao Addison Montgomery-Shepherd, Derekove žene.

### 2. sezona
2. sezona serije s emitiranjem je počela 25. rujna 2005. i završila je 15. svibnja 2006. 2. sezona se fokusira na Meredithin i Derekov odnos, koji je narušen kad se sazna kako je Derek u braku s kirurginjom Addison Montgomery-Shepherd. Razvijaju se i ljubavne priče između Izzie i Alexa (kasnije se Izzie zaljubi u pacijenta, kojem je bila prijeko potrebna transplantacija srca, Dennyja Duquettea), te između Cristine i doktora Burkea. Miranda Bailey zatrudni, a saznajemo više tajni iz Meredithina života. 2. sezona imala je velik postotak gledanosti, čak i veći od dotadašnjeg hita "Kućanice". Krajem 2. sezone, dvoje glumaca su se pridružili glavnoj glumačkoj postavi, Sara Ramirez kao Callie Torres i Eric Dane kao Mark Sloan.

### 3. sezona
Dan nakon završetka 2. sezone serije, ABC je objavio u javnost kako će se treća sezona serije najesen početi emitirati u novom terminu i to četvrtkom, stavljajući seriju na isti dan kao dotadašnji hit "CSI: Las Vegas". Treća sezona s emitiranjem je započela 21. rujna 2006., i uspjela je maknuti "CSI: Las Vegas" s prve pozicije u gledanosti. Sezona završava 17. svibnja 2007. Na kraju sezone, Burke otkazuje svoje vjenčanje s Cristinom, Richard Webber ostaje na mjestu šefa kirurgije, Callie postaje šefica odjela, a George padne na posljednjem ispitu. Odnosi između Meredith i Dereka, kao i trokut Callie, George i Izzie ostaju neriješeni. Addison odlučuje početi novi život u Los Angelesu u seriji "Privatna praksa" (Private Practice).

### 4. sezona
4. sezona serije s emitiranjem je krenula u rujnu 2007. Iz serije su otišli Kate Walsh i Isiah Washington, a u glumačku postavu serije ulazi glumica Chyler Leigh, kao Lexie Grey, nova stažistica u bolnici, ujedno i Meredithina polusestra. Najavljeno je kako će uskoro u seriju ući i novi muški lik, koji će biti velika konkurencija Dereku Shepherdu. Pojavile su se i glasine kako će lik Prestona Burkea igrati drugi glumac, i to Danny Glover, no autorica serije, Shonda Rhimes, je tu glasinu opovrgnula. U seriji je zasad gostovao Edward Hermann, a uloge su dobili i Lauren Stamile i Seth Green.

### 5. sezona
5. sezona je službeno započela 25. rujna 2008. s dvosatnom epizodom. Službeno je bilo objavljeno da Katherine Heigl ostaje u seriji da bi njezin lik, Izzie Stevens, kasnije dobila melanom koji se proširuje na ostale dijelove tijela. U međuvremenu, vraća se Jeffrey Dean Morgan, publici poznatiji kao Denny Duquette. Pojavljuje se kao Izziena halucinacija koju ona počinje smatrati predznakom smrti.
Brooke Smith, poznata kao Erica Hahn, odlazi usred sezone nakon što je njezin lik izbačen iz scenarija. Kevin McKidd dolazi u seriju igrajući dr Owena Hunta koji se upušta u ljubavnu vezu dr Cristinom Yang. U ovoj sezoni se također pojavljuju Melissa George koja igra staru Meredithinu prijateljicu Sadie. Međutim, i ona odlazi nakon što njezin lik, Sadie, odluči otići iz bolnice. Jessica Capshaw se pojavljuje u ulozi Arizone Robbins, koja bi trebala biti uvrštena u glavne likove 6. sezone.
Tijekom ove sezone nastupa i prvi crossover "Uvoda u Anatomiju" sa serijom "Privatna praksa" (Private Practice): Addisonin brat Archer ima ciste u mozgu i samo Derek to može odstraniti...
U ovoj sezoni, serija i dostiže do 100. epizode kada se očekivalo da će se Meredith i Derek napokon vjenčati. Međutim, na iznenađenje gledatelja, u 100. epizodi svoje vjenčanje dobiju Izzie Stevens i Alex Karev. Nakon 100. epizode, 5. sezona završava službeno 14. svibnja 2009. dvosatnom epizodom ostavljajući neka nerazriješena pitanja.

### 6. sezona
24. rujna 2009. godine službeno je započela nova sezona Uvoda u anatomiju u SAD-u na ABC-u. U Hrvatskoj prva epizoda emitirana je na RTL televiziji 14. siječnja 2010. Izzie napušta seriju zbog nedostatka vremena koje bi trebala provoditi s obitelji. T. R. Knight od sada više nije dio glumačke postave, dok je Jessica Capshaw postavljena u glavne glumce.
U šestoj sezoni u Seattle Grace pridružilo se nekoliko novih doktora zbog spajanja s bolnicom Mercy West. Poput dr Reed Adamson koju glumi Nora Zehetner, Jesse Williams glumi dr Jacksona Averya (čiji je djed poznati Harper Avery), Robert Baker glumi dr Charlesa Percyja, a Sarah Drew je dobila ulogu dr April Kepner, koja je bila otpuštena u 6., a ponovno zaposlena u 13. epizodi. Kim Raver se pridružila glumačkoj postavi 12. studenoga 2009. kao dr Altman Teddy. Glumi kardijalnog kirurga koja je služila s dr. Owenom Huntom u ratu. Postala je jedna od glavnih glumaca 4. siječnja 2010. U Sjedinjenim Američkim Državama 14. siječnja 2010. emitiran je drugi "crossover" događaj Uvoda u anatomiju i Privatne prakse.
Dana 8. travnja 2010. najavljeno je da će pjevačica Mandy Moore biti gošća u posljednjoj epizodi šeste sezone.

### 7. sezona
Počela je s emitiranjem u SAD-u 23. rujna 2010, a u Hrvatsku je stigla na male ekrane 12. svibnja 2011.  
Glumci Jesse Williams i Sarah Drew, koji glume dr Jacksona Averya i dr April Kepner su postali jedni od glavnih glumaca. Dr Jackson Avery i dr April Kepner se presele u Derekovu i Meredithovu kuću. U jednoj od epizoda se pojavi Derekova mlađa sestra Amelia Shepherd koju glumi Caterina Scorsone. Shonda Rhimes je potvrdila da će u sedmoj sezoni biti 22 epizode.
U sedmoj sezoni Callie je trudna te doživi prometnu nesreću. Porode njeno dijete ranije kako bi spasili oboje. Rodila je curicu koju je nazvala Sofia. U finalnoj epizodi sedme sezone doznaje se da je Christina trudna, ali odluči pobaciti dijete što vodi do velike svađe s njenim nedavno udanim mužem dr. Owenom Huntom. Derek i Webber saznaju za Meredithnu pogrešku oko kliničkog ispitivanja. Derek i Meredith se jako posvađaju, a epizoda završava tako da Meredith donosi doma posvojenu djevojčicu iz Afrike. Zove se Zolah. Derek spava u njihovoj budućoj kući koja još nema zidove.

## Glumačka postava

### Trenutna glumačka postava
| Glumac/ica         | Uloga                 | Trajanje                     |
| ------------------ | --------------------- | ---------------------------- |
| Ellen Pompeo       | Dr. Meredith Grey     | sezona 1 -                   |
| Justin Chambers    | Dr. Alex Karev        | sezona 1 -                   |
| Sandra Oh          | Dr. Cristina Yang     | sezona 1 -                   |
| Chandra Wilson     | Dr. Miranda Bailey    | sezona 1 -                   |
| Patrick Dempsey    | Dr. Derek Shepherd    | sezona 1 -                   |
| James Pickens Jr.  | Dr. Richard Webber    | sezona 1 -                   |
| Sara Ramirez       | Dr. Callie Torres     | sezona 3 - (povremeno u 2.)  |
| Kevin McKidd       | Dr. Owen Hunt         | sezona 5 -                   |
| Jessica Capshaw    | Dr. Arizona Robbins   | sezona 6 - (povremeno u 5.)  |
| Jesse Williams     | Dr. Jackson Avery     | sezona 7 - (povremeno u 6.)  |
| Sarah Drew         | Dr. April Kepner      | sezona 7 - (povremeno u 6.)  |
| Camilla Luddington | Dr. Jo Wilson         | sezona 10 - (povremeno u 9.) |
| Jerrika Hinton     | Dr. Stephanie Edwards | sezona 10 - (povremeno u 9.) |
| Caterina Scorsone  | Dr. Amelia Sheperd    | sezona 11 -                  |

### Seriju su napustili
| Glumac/ica        | Uloga                   | Trajanje                                      |
| ----------------- | ----------------------- | --------------------------------------------- |
| Isaiah Washington | Dr. Preston Burke       | sezona 1 - 3                                  |
| Kate Walsh        | Dr. Addison Montgomery  | sezona 2 - 3 (gost u 1., 4., 5., 6., 7. i 8.) |
| Sandra Oh         | Dr.Cristina Yang        | sezona 1 - 10                                 |
| T.R. Knight       | Dr. George O'Malley †   | sezona 1 - 5                                  |
| Katherine Heigl   | Dr. Izzie Stevens-Karev | sezona 1 - 6                                  |
| Kim Raver         | Dr. Teddy Altman        | sezona 6 - 8                                  |
| Chyler Leigh      | Dr. Lexie Grey †        | sezona 4 - 8 (gost u 3.)                      |
| Eric Dane         | Dr. Mark Sloan †        | sezona 3 - 9 (gost u 2.)                      |
| Sandra Oh         | Dr. Cristina Yang       | sezona 1 -10                                  |
| Gaius Charles     | Dr. Shane Ross          | sezona 10 (povremeno u 9.)                    |
| Tessa Ferrer      | Dr. Leah Murphy         | sezona 10 (povremeno u 9.)                    |